# Guillem Cifre de Colonya
Guillem Cifre de Colonya (Pollença, 1852 - Lió, 1908). Fou un banquer mallorquí, mestre, polític i fill il·lustre de Pollença.
Neix a Pollença amb el nom de Guillem Coll. Fill d'una família pagesa de Pollença que tenia arrelada la possessió de Colonya, fou sempre com un fill per als propietaris de la possessió, que en morir li donaren la fortuna, les terres i la finca on havien treballat tants anys els seus pares. No solament heretà fortuna, sinó que també va ser adoptat pels seus senyors, motiu pel qual passà a dir-se Guillem Cifre de Colonya.
Marxà a Madrid entre 1869 i 1879, on estudià dret. Durant l'època madrilenya, Guillem Cifre va ser professor a la Institución Libre de Enseñanza i formarà part del cercle d'amistats de Manuel B. Cossío o de Nicolás Salmerón. En acabar els estudis, tornà a Pollença, on va voler posar a la pràctica les ensenyances del seu amic Giner de los Ríos. Guillem Cifre de Colonya volia erradicar l'analfabetisme al seu poble i, per això, amb altres amics seus, fundà la Institució Lliure d'Ensenyament, rèplica de la que ja hi havia a Madrid; i era coneguda també com la ILE.
Va estudiar magisteri i es dedicà a aquest ofici durant els primers anys de la seva vida, i l'any 1880 fundà la caixa d'estalvis de Pollença: Caixa Colonya, associada a la Institució d'Ensenyament, per fomentar l'estalvi entre els seus alumnes. El 1885 fundà, també, una cooperativa mutualista.
Durant les dues etapes de govern republicà al consistori pollencí (1885-1890 i 1895-1904), fou designat regidor, i abans d'acabar el segle xix i durant un curt període, fou batle de Pollença. Fou nomenat cap dels republicans pollencins i no mantingué bones relacions amb l'església, per qüestions de política educacional.
Es casà amb l'alemanya Clara Hammerl, que en morir el seu espòs seria nomenada primera directora de la Caixa Colonya; la primera dona que dirigia una financera a Espanya.
Morí a Lió (França) en 1908 i, segons la seva biografia, de manera tràgica. La seva escola es mantingué oberta fins a la Guerra Civil i mai més no la tornaren a obrir.
En 1977 fou nomenat (a títol pòstum) Fill Il·lustre de Pollença.
L'entitat bancària que ell fundà creà en 1982 els Premis Anuals de Narrativa Infantil i Juvenil "Guillem Cifre de Colonya".
L'any 2008 se celebrà el primer centenari de la seva mort, amb moltes activitats commemoratives, com el discurs que va fer el batlle de Pollença, Joan Cerdà Rull.
El 12 de setembre de 2009, el Consell Insular de Mallorca li atorgà el títol de Fill Predilecte de Mallorca, durant la cerimònia dels premis de la Diada de Mallorca. Aquesta distinció premia la creació de la Caixa d'Estalvis de Pollença i l'impuls de renovació de l'educació a Pollença.